# 8 Dywizja Artylerii Przełamania
8 Dywizja Artylerii Przełamania (8 DAP) – związek taktyczny artylerii ludowego Wojska Polskiego.

## Formowanie i zmiany organizacyjne
Wiosną 1951, w wyniku wprowadzenia planu przyśpieszonego rozwoju WP na lata 1951-1953, na bazie 12 BAC rozpoczęto formowanie jednostki 8 Dywizji Artylerii Przełamania. 68 pah stał się zalążkiem dla 26 Brygady Artylerii Haubic, a 70 pah dla 29 Brygady Artylerii Haubic. W 1959 sztab dywizji i 38 dywizjon artyleryjskiego rozpoznania pomiarowego przeniesiono do Giżycka. W 1961 dywizję rozwiązano.

## Struktura organizacyjna
- Dowództwo 8 Dywizji Artylerii Przełamania (Orzysz)
- 38 dywizjon artyleryjskiego rozpoznania pomiarowego
- 26 Brygada Artylerii Haubic (Orzysz)
- 29 Brygada Artylerii Haubic (Bemowo Piskie)
- 15 Brygada Artylerii Ciężkiej (Węgorzewo)
- 24 Brygada Moździerzy
- 19 Brygada Artylerii Haubic
- 25 Brygada Artylerii Haubic

W grudniu 1955 utworzono 14 dywizjon artylerii rakietowej, który włączono do 6 DAP. Jednocześnie przeformowano 15 BAC w 15 Brygadę Artylerii Armat, a 24 Brygadę Moździerzy w 24 Brygadę Moździerzy Ciężkich.
Jesienią 1956 wyłączono z 6 DAP 19. i 25 Brygadę Artylerii Haubic. Wyłączone brygady przeniesiono do Orzysza i Bartoszyc podporządkowując je 8 Dywizji Artylerii Przełamania.

## Żołnierze dywizji
- płk Czesław Czubryt-Borkowski - dowódca dywizji (III 1954 - X 1955)
- płk Ludwik Stefaniszyn - dowódca dywizji (X 1955 - VII 1961)
- ppłk Zbigniew Jurewicz - zastępca dowódcy dywizji ds. szkolenia (1957)
- Józef Baryła - zastępca dowódcy dywizji ds. politycznych (1955 - 1960)
- ppłk Ryszard Kubiczek - szef sztabu dywizji (1954)
- ppłk Adam Siekierzycki szef saperów